# 布倫特·梅恩
布倫特·丹南·梅恩（英語：Brent Danem Mayne，1968年4月19日—），生於美國加州羅馬林達（Loma Linda），前美國職棒大聯盟捕手，右投左打。